# تياغو (لاعب كرة قدم مواليد 1983)
تياغو (بالبرتغالية: Tiago Antônio Campagnaro‏) هو لاعب كرة قدم برازيلي في مركز حراسة المرمى، ولد في 2 يوليو 1983 في كامبو لارغو في البرازيل. لعب مع أتلتيكو يوفنتوس وجمعية بورتوغيزا الرياضية وريد بل برازيل ونادي أفاي لكرة القدم ونادي باهيا ونادي تريزه ونادي سيارا ونادي فاسكو دا غاما ونادي كورينثيانز.